# Karl Giessrigl
Karl Giessrigl (ur. 27 lutego 1904, zm. ?) – zbrodniarz nazistowski, członek załogi niemieckiego obozu koncentracyjnego Mauthausen-Gusen i SS-Unterscharführer.
Obywatel austriacki. Z zawodu ślusarz, członek NSDAP i Waffen-SS (od 16 listopada 1939). Od 1 lutego 1940 pełnił służbę w kompleksie obozowym Mauthausen-Gusen. Początkowo Giessrigl był strażnikiem w pierwszej kompanii wartowniczej. Następnie od stycznia 1941 do maja 1943 był kierownikiem komanda więźniarskiego. Później przez cztery i pół miesiąca przebywał w wiedeńskim szpitalu w związku z różnego rodzaju dolegliwościami. W październiku 1943 Giessrigl powrócił do Mauthausen i pełnił tam służbę jako blokowy (Blockführer). Następnie był jeszcze członkiem wydziału zajmującego się pracą przymusową więźniów i oficerem raportowym (Rapportführer). Mauthausen opuścił 4 maja 1945.
Brał aktywny udział w zbrodniach popełnianych w obozie, między innymi w gazowaniu więźniów. Na początku stycznia 1945, po nieudanej próbie ucieczki ok. 400 więźniów radzieckich, Giessrigl znęcał się nad nimi w okrutny sposób. Oprócz tego szczególnie maltretował alianckich jeńców wojennych. Giessrigl został osądzony w proces załogi Mauthausen-Gusen (US vs. Peter Bärens i inni) przed amerykańskim Trybunałem Wojskowym w Dachau. Skazano go na dożywotnie pozbawienie wolności.